# Lectionarium
Het lectionarium is een liturgisch boek, bedoeld om te gebruiken bij iedere mis in de rooms-katholieke kerk. In een lectionarium staan de schriftlezingen (perikopen) uit de Bijbel, die volgens een vast leesrooster worden voorgelezen. Het betreft een tekst uit het oude testament, een psalm, een epistellezing, dat zijn brieven van de Apostelen en een evangelielezing. De priester verzorgt de evangelielezing. Een lector leest de overige teksten.

## Huidig katholiek lectionarium
Het lectionarium omvat een driejarige cyclus. De jaren worden aangeduid met A, B of C jaar. Elke jaarlijkse cyclus begint op de eerste zondag van de advent (de zondag tussen 27 november en 3 december). Jaar B volgt jaar A, jaar C volgt jaar B en dan weer terug naar A. 
- Jaar A: Evangelie volgens Matteüs
- Jaar B: Evangelie volgens Marcus
- Jaar C: Evangelie volgens Lucas

Het Evangelie volgens Johannes wordt tijdens Pasen gelezen en wordt waar nodig gebruikt voor andere liturgische seizoenen, waaronder Advent, Kerstmis en de vastentijd.
De tekst van de tegenwoordige Nederlandse uitgave van het lectionarium is grotendeels gebaseerd op de oorspronkelijke Willibrordvertaling. Deze Willibrordvertaling uit 1975, met herzieningen die gaan tot 1978, werd gemaakt onder auspiciën van de Katholieke Bijbelstichting (KBS) en de Vlaamse Bijbelstichting. De vernieuwde Willibrordvertaling van 1995 bevat een geheel herziene tekst en is nooit door de Katholieke Kerk geaccepteerd als in de liturgie te gebruiken tekst.
De tekst van het lectionarium en die van de oude Willibrordvertaling zijn deels, maar niet geheel gelijk. Wegens de inbedding in een plechtig liturgisch geheel, wijkt het lectionarium op sommige punten af van de Willibrordvertaling. Het zoekt daarbij ook aansluiting bij de officiële Latijnse vertaling, de (Neo-)Vulgaat. Ook is, voor de verstaanbaarheid bij het voorlezen, vaak een invoeging ('incipit') gedaan in het begin van een fragment.
Het lectionarium wordt in Vlaanderen uitgegeven door de uitgeverij Licap. In 2007 werd het lectionarium voor de zon- en feestdagen heruitgegeven in drie delen (één deel per cyclus).